# Joseph Lauber
Pour les articles homonymes, voir Lauber.
 (novembre 2023).
Si vous disposez d'ouvrages ou d'articles de référence ou si vous connaissez des sites web de qualité traitant du thème abordé ici, merci de compléter l'article en donnant les références utiles à sa vérifiabilité et en les liant à la section « Notes et références ».
Anton Joseph Lauber, né à Ruswil le 27 décembre 1864 et mort à Genève le 28 mai 1952, est un compositeur et chef d'orchestre suisse.

## Biographie

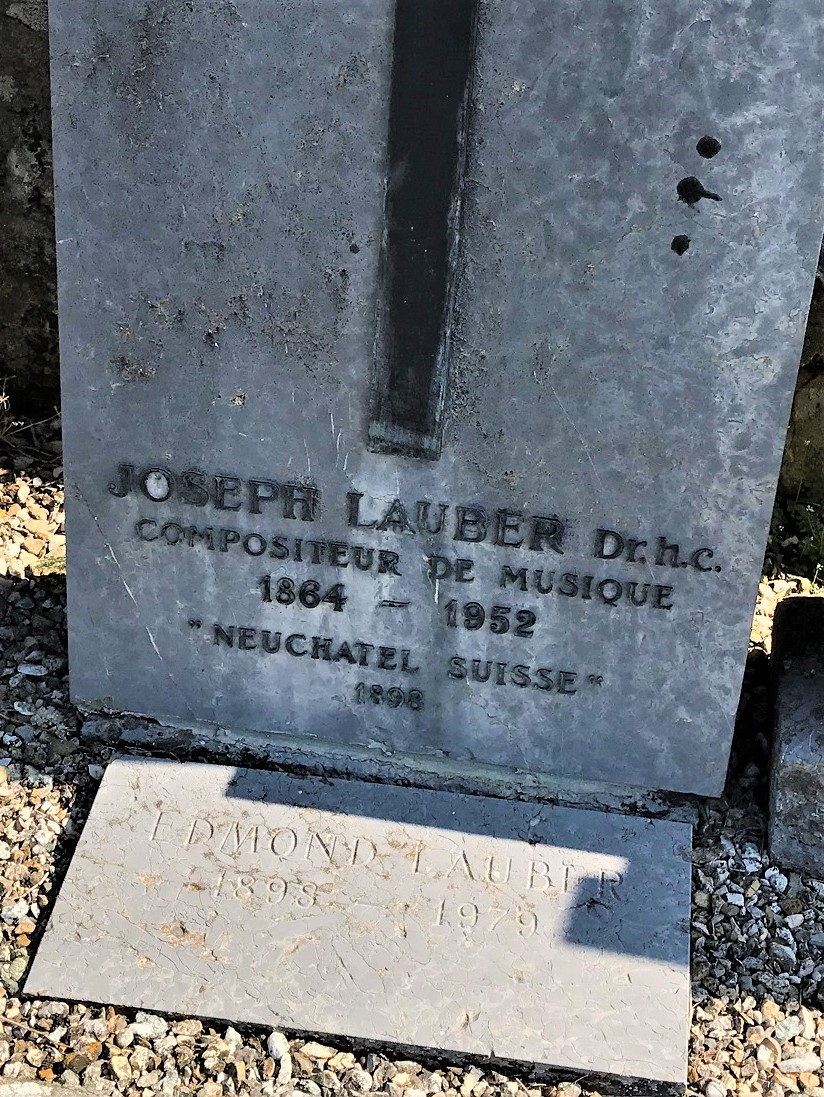
Pierre tombale de Joseph Lauber à Saint-Aubin-Sauges.

Très tôt, Lauber intègre comme pianiste un orchestre dirigé par son père. En 1881, un mécène lui permet d'entrer au conservatoire de Zurich, où il est élève de Gustav Weber et Friedrich Hegar. Il poursuit ses études en 1884 à Munich auprès de Joseph Rheinberger (orgue), et au Conservatoire de Paris auprès de Louis Diémer et Jules Massenet (piano et composition). Après quelques années où il est organiste au Locle (canton de Neuchâtel), il enseigne de 1899 à 1901 au conservatoire de Zurich. Il déménage ensuite à Genève, où il est chef d'orchestre du Grand Théâtre pendant deux ans, professeur de piano et d'instrumentation à partir de 1907, et professeur de composition à partir de 1917. Parmi ses élèves, on compte Henri Gagnebin et Frank Martin.
En 1899, il est l'un des fondateurs du Schweizerischen Tonkünstlervereins (association suisse des musiciens).

## Œuvre
Lauber a écrit entre autres un opéra, 6 symphonies, 2 concertos pour piano et 2 concertos pour violon, des poèmes symphoniques et de nombreuses compositions vocales et de musique de chambre.
Son style tire ses influences du romantisme tardif, mais aussi de l'impressionnisme français. Lauber appréciait particulièrement la musique de Claude Debussy, Gabriel Fauré et Henri Duparc.

## Sources
- (de) Cet article est partiellement ou en totalité issu de l’article de Wikipédia en allemand intitulé « Joseph Lauber (Komponist) » (voir la liste des auteurs).